# تاريخ المؤتمر الوطني الإفريقي

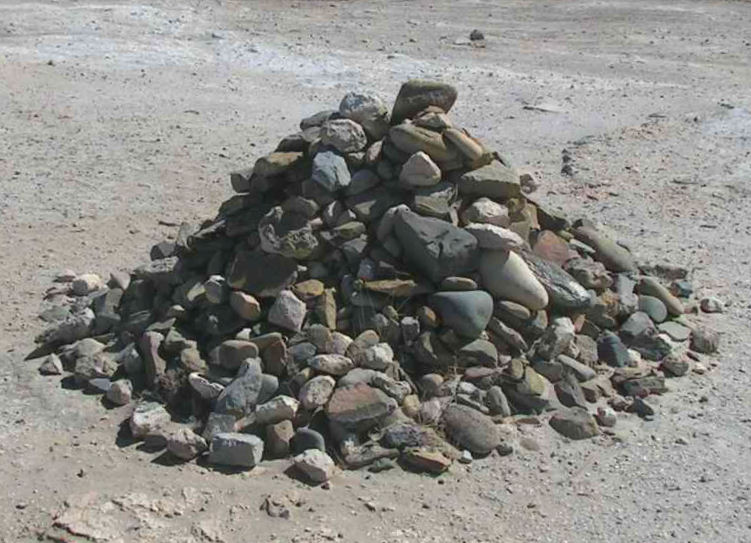
كومة من الصخور، سجن جزيرة روبن

كان المؤتمر الوطني الإفريقي الحزب الحاكم في جمهورية جنوب إفريقيا منذ عام 1994. تأسس الحزب في مدينة بلومفونتين بتاريخ 8 يناير عام 1912 ويعد أقدم حركة تحررية في قارة إفريقيا.
كان الحزب يعرف باسم المؤتمر الوطني الجنوب إفريقي حتى عام 1923. تأسس الحزب كمنتدى للحوار الوطني ومجموعة ضغط مُنظمة سعت إلى تعزيز حقوق السود في جنوب إفريقيا عبر اللجوء إلى السبل اللاعنفية والدبلوماسية في المقام الأول. كان عدد المنتسبين إلى الحزب صغيرًا في بادئ الأمر وكان عبارة عن ائتلاف مركزي واسع جمع تحت مظلته مجموعة من الزعماء التقليديين والدينيين والمهنيين المتعلمين. كان ولاء الحزب راسخًا للتاج البريطاني خلال الحرب العالمية الأولى. أضحى المؤتمر الوطني منظمة جماهيرية بحلول مطلع خمسينيات القرن العشرين بعيد اعتماد الحزب الوطني لسياسة الأبارتايد رسميًا. تضاعفت أعداد المنتسبين للمؤتمر الوطني خلال حملة التحدي في عام 1952، وهي حملة عصيان مدني اتصفت بطابعها العسكري غير المعهود. تولى جيل جديد من القادة مهمة رئاسة الحزب وكان من جملتهم نيلسون مانديلا وأوليفر تامبو ووالتر سيسولو. وقع الحزب على ميثاق الحرية والذي أسهم مع محاكمة الخيانة في توطيد دعائم حلف المؤتمر مع المجموعات الأخرى المناهضة لنظام الأبارتايد في عام 1955.
أفضت مجموعة من الأحداث الهامة التي وقعت خلال منعطف العقد إلى تغيير مسار الحركة. انشقت مجموعة من المعارضين عن المؤتمر ليعلنوا تشكيل مؤتمر الوحدويين الإفريقيين المنافس في عام 1959. أبدى مؤتمر الوحدويون معارضته لبرنامج المؤتمر الوطني الجديد بشأن التعددية العرقية على النحو المنصوص عليه في ميثاق الحرية. كان هذا الانشقاق أحد الانشقاقين الذي مر بهما الحزب على أساس سياساته العرقية. حصل الانشقاق الآخر بعد طرد ما يعرف بمجموعة عصابة الثمانية على إثر اعتراضها على قرار الحزب القاضي بفتح باب الانتساب لجميع الأعراق في عام 1969. وقع ثاني تحول كبير في أعقاب مذبحة شاربفيل حين أعلن عن حظر المؤتمر في شهر مارس من عام 1960، وهو ما أنذر ببداية فترة من القمع الحكومي متصاعد الحدة. أسس المؤتمر الوطني الإفريقي والحزب الشيوعي الجنوب إفريقي (إس إيه سي بّي) تنظيم رمح الأمة والذي أضحى بمثابة الجناح العسكري للحزب، وجاء ذلك بعدما أجبر كلا الحزبين على التواري عن الأنظار. شرع التنظيم في شن حملة من التخريب المتعمد بعدما أعلن عن مباشرة النضال المسلح ضد نظام الأبارتايد.
أجبِر حزب المؤتمر على الانتقال إلى المنفى بحلول عام 1965، وذلك على خلفية زج العديد من كبار قادته في غياهب السجون بموجب القرارات الصادرة عن محاكمتي ريفونيا وريفونيا الصغرى. ظل الحزب في المنفى إلى حين رفع الحظر عنه في عام 1990. تولى تامبو قيادة الحزب خلال معظم هذه الفترة. واتخذ الحزب من مدينة موروغورو التنزانية مقرًا له قبل أن ينتقل بعدها إلى مدينة لوساكا الزامبية، وكان يتلقى دعمه من السويد والاتحاد السوفيتي بصورةٍ رئيسية. اتسمت مرحلة المنفى بدخول المؤتمر في تحالف وثيق مع الحزب الشيوعي، وتخلل ذلك فترات من الاضطرابات الكبرى التي اندلعت في صفوف تنظيم رمح الأمة ومن ضمنها تمردات مكاتاشينغا خلال الفترة الممتدة من عام 1983 حتى عام 1984. كان الهدف الرئيسي للحزب خلال هذه السنوات هو الإطاحة بنظام الأبارتايد من خلال «الأركان الأربعة» ألا وهي النضال المسلح والمقاومة السرية والحراك الشعبي وعزل نظام الأبارتايد دوليًا. التحق عدد كبير من المجندين الجدد في صفوف الجناح العسكري عقب انتفاضة سويتو في عام 1976. استُخدم هؤلاء المجندين للتصعيد من شدة النضال المسلح في جنوب إفريقيا. وبالفعل أدت الهجمات التي شنها الحزب إلى مقتل أعداد كبيرة من المدنيين للمرة الأولى. شرع الحزب في إجراء محادثات سرية للتفاوض على تسوية من أجل إنهاء نظام الأبارتايد على الرغم من تواصل الهجمات المسلحة. بدأت هذه المحادثات مع سلسلة من الاجتماعات التي عقدها النظام مع قادة المجتمع المدني وقادة الأعمال في منتصف ثمانينيات القرن العشرين، وتتوجت باجتماع مانديلا مع مسؤولي النظام حين كان أسيرًا.
أعلِن عن رفع الحظر عن الحزب بتاريخ 2 فبراير عام 1990 وعاد قادته إلى جنوب إفريقيا ليستهلوا عملية التفاوض الرسمية. انتُخب مانديلا زعيمًا حزبيًا في المؤتمر الوطني الثامن والأربعين في عام 1991 عقب إخلاء سبيله. أصبح حزب المؤتمر حزب الأغلبية في الحكومة الوطنية ومعظم الحكومات الإقليمية، وانتخب مانديلا رئيسًا وطنيًا عقب انتخابات عام 1994 والتي أنهت نظام الأبارتايد رسميًا. ظل الحزب محتفظًا بسيطرته على الحكومة الوطنية منذ ذاك الحين.

## 1994-1999: رئاسة نيلسون مانديلا

### الانتخابات العامة لسنة 1994
أجريت أول انتخابات ديمقراطية في جنوب إفريقيا خلال الفترة من 26 إلى 29 أبريل عام 1994. فاز حزب المؤتمر إلى جانب شركائه في التحالف الثلاثي بأريحية كما كان متوقعًا على نطاقٍ واسع. إذ نال الحزب ما تعادل نسبته 62.65% من المجموع الكلي للأصوات على المستوى الوطني حاصلًا على 252 مقعدًا من أصل المقاعد الـ400 في الجمعية الوطنية الجديدة. كذلك فاز الحزب على المستوى الإقليمي في جميع المقاطعات التسع عدا مقاطعتين بعد أن فاز الحزب الوطني الذي أعيد تشكيله تحت اسم الحزب الوطني الجديد (إن إن بّي) في مقاطعة كيب الغربية بهامشٍ ضئيل، وفاز حزب إنكاثا الذي كان يعرف حينذاك بحزب الحرية إنكاثا (آي إف بّي) بمقاطعة كوازولو ناتال بهامشٍ ضئيل أيضًا. أضحى معروفًا أن النتيجة في مقاطعة كوازولو لم تكن نزيهة بحسب ما ذكره أحد المسؤولين الانتخابيين، ومع ذلك آثر حزب المؤتمر قبول انتصار حزب إنكاثا من أجل تفادي اندلاع المزيد من أعمال العنف في المقاطعة. شكل الحزب حكومة وحدة وطنية ائتلافية تماشيًا مع ما جاء في الدستور المؤقت. رمت هذه الحكومة إلى العمل كآلية انتقالية من أجل تقاسم السلطة. غدا مانديلا أول رئيس أسود وأول رئيس منتخب ديمقراطيًا في جنوب إفريقيا، وعُين إيمبيكي نائبًا له. عين الحزب الوطني دي كليرك كنائب ثاني للرئيس بعد حصول الحزب على نسبة 20% المطلوبة من إجمالي عدد الأصوات على المستوى الوطني.

### مؤتمر بلومفونتين
«نتشارك لأول مرة في تاريخ بلادنا نفس الرؤية والمخطط سواسيةً تحت سقفٍ واحد كمندوبين عن كافة شرائح المجتمع الجنوب إفريقي ومن بينهم أولئك الذين يشغلون أرفع المناصب... أمكننا بعزةٍ القول إلى المؤسسين: هذه البلاد في أيدي الشعب. إن شجرة الحرية متجذرة بحزم في تراب الوطن!» - تقرير مانديلا السياسي للمؤتمر التاسع والأربعين.
عقد الحزب الحاكم مؤتمره الوطني التاسع والأربعين في مدينة بلومفونتين تحت شعار «من المقاومة إلى إعادة الإعمار وبناء الأمة» في شهر ديسمبر من عام 1994. أعيد انتخاب مانديلا زعيمًا للحزب دون اي معارضة تذكر وأعيد انتخاب رامافوزا أمينًا عامًا دون معارضة. ظهرت العديد من الوجوه الجديدة بين كبار قادة الحزب، وهو ما بشر بقدوم جيل أصغر على الساحة. كان من أبرز الأمثلة على ذلك هو رفض سيسولو الترشح لإعادة انتخابه ليحل إيمبيكي محله، وفوز جاكوب زوما بمنصب الرئاسة الوطنية للحزب بأغلبية ساحقة. احتوت اللجنة الوطنية التنفيذية على عدة شخصيات تركت بصمتها في الكفاح ضد نظام الأبارتايد. كان بانتو هولوميستا وهو سياسي في دولة ترانسكي السابقة المرشح الذي ظفر بأكبر عدد من الأصوات. تمخض عن المؤتمر الموافقة على خطة شاملة لإعادة هيكلة المنظمة بما يتلاءم مع حقبة ما بعد الأبارتايد، فضلًا عن إعادة التأكيد على عدة سياسات جوهرية ومن ضمنها سياسة الاستعدادية للحكم لسنة 1992 وبرنامج إعادة الإعمار والتنمية لسنة 1994 وخطة التأمين الصحي الوطني.